# 菲利克斯·科恩
菲利克斯·雅科夫列维奇·科恩（俄语：Феликс Яковлевич Кон；1864年5月30日—1941年7月28日），犹太裔波兰人，革命家，民族学家，共产国际活动家。曾任乌克兰共产党（布尔什维克）中央书记。

## 生平
- 1864年5月18日（格里历：5月30日）出生于沙俄华沙的一个犹太人家庭。中学期间接触马克思主义思想。
- 1882年-1884年，华沙大学法学院学习。1882年加入波兰无产阶级党。
- 1884年因参与革命活动被捕，判处有期徒刑10年8个月，流放西伯利亚。服刑期间组织参与监狱斗争，以服毒抗议监狱方面对政治犯的虐待。后被转移至雅库特州服刑，期间从事西伯利亚土著和俄罗斯人类学的研究。1892年，他在 Khatyn-Aryn村进行了人口普查。这些材料后来用于雅库茨克地区农民管理的改革。
- 1895年-1897年，在伊尔库茨克居住，参加了《东方展望报》编辑委员会。1894年，他不顾当局的拒绝，参加了西比里亚科夫远征，收集研究雅库茨克地区的人类学资料。
- 1897年6月迁往巴拉甘斯克村，在那里学习当地居民的生活、习俗和民俗。创作散文《达摩克利斯之剑下》、《错误的道路》。
- 1897年-1904年，在米努辛斯克居住。期间与列宁，克鲁普斯卡娅等革命家会面。同时进行了关于哈卡斯人和图瓦人的人类学研究，在米努辛斯克地方博物馆的档案馆工作。1899年，在俄罗斯地理学会东西伯利亚分会的帮助下，他组织了一次考察索约特人的探险队。在图瓦，他收集的标本成为圣彼得堡俄罗斯博物馆的人类学展品。
- 1904年加入波兰社会党。1904年-1906年，波兰社会党法制报纸《Kurier Zodzenny》编辑，《工人》杂志编辑。1906年成为波兰社会党中央委员会委员，组织参加了1905年俄国革命。在1906年召开的代表大会上，以科恩为首的左派将以毕苏斯基为首的革命派开除出党，造成了社会党的分裂。科恩等人组建了波兰社会党（左派），他本人担任主席。
- 1906年因参加革命活动被捕，后流亡加利西亚。当地的波兰社会党由毕苏斯基领导的革命派掌控，科恩被迫辞职。
- 1914年-1917年，流亡瑞士。1917年5月返回俄罗斯。
- 1917年-1918年，哈尔科夫省波兰事务专员。1918年加入俄共（布）。
- 1919年-1920年4月，乌克兰苏维埃社会主义共和国外交人民委员会委员，俄共（布）基辅省委委员，苏俄教育人民委员会委员。
- 1920年4月-8月，乌克兰共产党（布）下加利西亚组织委会主席。
- 1920年7月-1921年3月，俄共（布）中央委员会波兰局成员。期间，1920年7月-8月，波兰革命委员会成员。
- 1921年3月-12月，乌共（布）中央委员会书记。
- 1921年-1922年，乌克兰红军政治局局长。
- 1922年-1923年，共产国际中央执行委员会书记。
- 1924年-1935年7月，共产国际监察委员会委员。期间，1925年-1928年，《红星报》编辑。1927年-1935年，共产国际监察委员会副主席。1928年-1930年，《工人报》主编。1930年-1931年，苏俄教育人民委员会委员，艺术部部长。1931年-1933年，全苏无线电委员会主席，邮电人民委员会委员。
- 1933年-1937年，苏俄教育人民委员会博物馆部部长。
- 1937年-1941年，《我们的国家》杂志主编。
- 1941年6月22日苏德战争爆发后担任莫斯科广播电台波兰分部第一任负责人。
- 1941年7月28日在从莫斯科撤离至古比雪夫途中在希姆基时逝世，享年77岁。

科恩是俄共（布）9、11、13大，联共（布）14-17大，第13-17次代表会议代表。

## 荣誉
- 沙俄自然科学、人类学和民族志爱好者协会金奖（1903）